# Over Kellet
Over Kellet – wieś w Anglii, w hrabstwie Lancashire, w dystrykcie Lancaster. Leży 81 km na północny zachód od miasta Manchester i 340 km na północny zachód od Londynu. W 2001 miejscowość liczyła 778 mieszkańców.